# ATP Bolzano 1992
L'ATP Bolzano 1992 è stato un torneo di tennis giocato sul sintetico. È stata la 1ª edizione dell'ATP Bolzano, che fa parte della categoria World Series nell'ambito dell'ATP Tour 1992. Il torneo si è giocato a Bolzano in Italia, dal 12 al 18 ottobre 1992.

## Campioni

### Singolare maschile
Thomas Enqvist ha battuto in finale  Arnaud Boetsch con il punteggio di 6–2, 1–6, 7–6(7)

### Doppio maschile
Anders Järryd /  Bent-Ove Pedersen hanno battuto in finale  Tom Nijssen /  Cyril Suk con il punteggio di 6–1, 6–7, 6–3